# Boris Selitski
Boris Sergueievitch Selitski (em russo:  Борис Сергеевич Селицкий; 22 de setembro de 1938, em Leningrado) é um ex-halterofilista da União Soviética.
Em 1967 Boris Selitski ganhou medalha de ouro na Spartakiada, na categoria até 82,5 kg (pesado ligeiro).
Em 1968, Selitski foi campeão europeu e ganhou ouro nos Jogos Olímpicos de 1968, na categoria até 82,5 kg, que contou como campeonato mundial de halterofilismo também. Levantou 485 kg no total combinado (150 no desenvolvimento [movimento-padrão abolido em 1973], 147,5 no arranque e 187,5 no arremesso).
No campeonato europeu e mundial de 1969, que foram organizados como um único evento, Selitski foi vice-campeão europeu e ficou em terceiro no mundial.
Quadro de resultados
| Ano  | Posição | Competição                               | Classe de peso | Marca                    |
| 1967 | 1.      | Spartakiada                              | –82,5 kg       | 462,5 kg (145+142,5+175) |
| 1968 | 1.      | Campeonato Europeu em Leningrado         | –82,5 kg       | 472,5 kg (157,5+140+175) |
| 1968 | 1.      | Jogos Olímpicos e Campeonato Mundial     | –82,5 kg       | 485 kg (150+147,5+187,5) |
| 1969 | 3./2.   | Campeonato Mundial e Europeu em Varsóvia | –82,5 kg       | 482,5 kg (160+140+182,5) |
| 1971 | 2.      | Spartakiada                              | –82,5 kg       | 495 kg (165+145+185)     |

Estabeleceu dois recordes mundiais na categoria até 82,5 kg, que foram:
- 487,5 kg no total combinado, 1968 em Alma-Ata
- 190,5 kg no arremesso, 1969 em Teerã